# Polioptila lembeyei
Polioptila lembeyei là một loài chim trong họ Polioptilidae.